# Chiw
Chiw (russisch, lesgisch und tabassaranisch Хив) ist ein Dorf (selo) in der Republik Dagestan in Russland mit 2659 Einwohnern (Stand 14. Oktober 2010).

## Geographie
Der Ort liegt etwa 140 km Luftlinie südsüdöstlich der Republikhauptstadt Machatschkala im östlichen Teil des Großen Kaukasus. Er befindet sich bei der Mündung des Rapaktschai in den Tschiragtschai im Flusssystem des Samur.
Chiw ist Verwaltungszentrum des Rajons Chiwski sowie Sitz und einzige Ortschaft der Landgemeinde (selskoje posselenije) Selo Chiw. Der Ort ist überwiegend von Tabassaranen, zum Teil von Lesgiern bewohnt.

## Geschichte
Die seit dem Mittelalter bekannte Ortschaft gehört zu den ältesten tabassaranischen Dörfern. Bis ins 13. Jahrhundert befand sich dort die während der Mongoleninvasion zerstörte Stadt Mardeschan. 1812 kam Chiw zum vom Russischen Reich protegierten Kjuri-Khanat mit Hauptstadt im gut 20 km südlich gelegenen Kurach. Nach dem offiziellen Anschluss des Khanats an das Russische Reich am Ende des Kaukasuskrieges 1864 gehörte das Dorf zum Kjurinski Okrug (mit Sitz in Kassumkent 20 km südöstlich) der 1861 gebildeten Oblast Dagestan.
Seit 1921 zur Dagestanischen ASSR gehörend, wurde Chiw 1935 Sitz eines neu ausgegliederten Rajons.

### Bevölkerungsentwicklung
| Jahr | Einwohner |
| ---- | --------- |
| 1897 | 769       |
| 1939 | 1203      |
| 1959 | 1717      |
| 1970 | 2087      |
| 1979 | 2314      |
| 1989 | 2162      |
| 2002 | 2243      |
| 2010 | 2659      |

Anmerkung: Volkszählungsdaten

## Verkehr
Das Dorf liegt an der Regionalstraße 82K-009, die in Sowetskoje von  der föderalen Fernstraße R217 Kawkas (ehemals M29, Teil der Europastraße 119) abzweigt, durch Kassumkent und von Chiw im zentralen Gebirgsteil der Republik weiter durch die Rajonzentren Tpig, Watschi, Kumuch und Gergebil verläuft. In Chiw zweigt die 82K-018 über das nördlich benachbarte Rajonzentrum Chutschni wiederum zur R217 wenig südlich von Derbent ab.
Die nächstgelegene Bahnstation befindet sich 40 km nordöstlich im Belidschi an der Strecke Rostow am Don – Machatschkala – Baku.